# ألكسندر بلوك
الكسندر بلوك (الروسية: Алекса́ндр Алекса́ндрович Блок) شاعر روسي واحد اقطاب المدرسة الرمزية (1880 ـ 1921). فعقب مرحلة قصائد «السيدة الجملية» التي كرسها لحبيبته وزوجته ما بعد لوبوف ديمتريفنا مندلييفا، ذلك المثال الذي لاوجود الا في تصورات وخيالات الشاعر، انه في السماء، يظهر مثال جديد أرضي انه «الغريبة» الذي يمثل الكمال ويعارض تفاهة الحياة اليومية، ذلك الافق الساحر لعالم مضيء جديد.وكتب بلوك القصيدة في 1906 لكنها رافقته لفترة طويلة وكتب بعد سنوات أيضا مسرحية بنفس الاسم، ليصب فيها أفكارا فلسلفية وشعرية جديدة وليعمق فكرة وروح قصيدته التي اعتز بها.
ويجري حدث القصيدة وأجواءها في ضواحي بطرسبورغ حيث كان الشاعر يرتاد المطاعم في مرحلة حياته البوهيمية، فيسخر فيها في البداية من تلك الأجواء التافهة حيث السكارى والسام الذي يخيم علي بيوت الاغنياء الريفية، ولانسمع فقط النفور والرفض في بداية «الغريبة» بل نغمة تراجيدية
«ودوى بكاء طفل» وتسبغ صورة السماء وعقم القمر الليلي المعقوف بعدا كونيا على الاحداث توسع من حدود القصيدة.ان ماساة البطل في ثنائية وعيه وانشطاره، وكأن هذا ياتي نتيجة الوقوع تحت تاثير الخمرة بيد ان من الجلي ان هذه الحالة نتيجة العجز واستحالة الخروج من الدائرة المغلقة لعبثية الوجود ولاجدواه، ولهذا نسمع التهكم المرير من «المسخ المخمور».
ويصعد الحلم من الأعماق الخفية للروح.ويتجسد في صورة البطلة: الكائن الغامض، وليس من الواضح تماما هل انها امراة حقيقية ام رؤية «ام ان هذا يراودني في الحلم»، وعلى الأغلب انه امتزاج بين المرأى من جهة والمرتقب والهاجس من جهة أخرى. ويرسم الشاعر صورة رومانسية للغريبة. حيث يضفي عليها ابعاد سماوية وكونية ما فوق عالمية وضبابية، «بالمعتقدات القديمة والعيون الزرق التي لاقاع ولاقرار لها». فالغريبة بالنسبة للشاعر رمز الجمال الخالد. ان تفرد البطلة وعدم تشابهها مع كل محيط بها وغربتها والحزن الشاعري الذي تخلقه هلاميتها، يرتقي بالصورة على اليومي التافه.
ان «الاسرار الغامضة» و«شاطئ» الحياة الأخرى، والافق المسحور نابعة من كنز قلب إنسان يبحث عن الجمال لخالد، ورصده في خضم حياة السام والتفاهات.
تظهر الغريبة الغامضة كل مرة لتخطف كينونته إنها تظهر له وحده وحده يراها لانها عصارة روحة وفكرة.تحمل معها أجزاء الطقوس القديمة وأدوات العالم الغامض، فتقرب الشاعر من الحقيقية. انها مثل أغلبية قصائد بلوك في تلك المرحلة مشحونة بعالم «صوفي» عالم ما وراء الواقع.
24 أبريل 1906. اوزيركي. (منطقة بيوت ريفية في ضواحي بطرسبورغ كانت مشهورة في 70 و 80 القرن 19 ولكن انحسر الإقبال عليها في بداية القرن العشرين)

## روابط خارجية
- ألكسندر بلوك على موقع الموسوعة البريطانية (الإنجليزية)
- ألكسندر بلوك على موقع ميوزك برينز (الإنجليزية)
- ألكسندر بلوك على موقع إن إن دي بي (الإنجليزية)
- ألكسندر بلوك على موقع ديسكوغز (الإنجليزية)